# Hidatsa Indijanci
Hidatsa (Minnetaree, Minitari, Gros Ventres of the Missouri, Big Belly of the Missouri; Veliki Trbuh Missourija).- Pleme Siouan Indijanaca iz grupe Hidatsa u 19. stoljeću nastanjeno na različitim točkama između rijeka Heart i Little Missouri. Hidatse su najbliži srodnici Vranama, plemenu koje se odvojilo od matice Hidatsa i nastanilo u području Yellowstowna. Danas žive s Arikara i Mandan Indijancima na rezervatu Fort Berthold u Sjevernoj Dakoti.

## Ime
Sami sebe Hidatse nazivaju Nuxbaaga ("original people").
Ime Hidatsa došlo je po jednom njihovom ranijem selu, u oznaki  'vrbe'  (=willows), što bi bilo i logično objašnjenje, pošto su bili sjedilačko pleme nastanjeno uz rijeku. Kao jedno od 3 sjedilačka (seoska) prerijska plemena Chippewa su ih prozvali A-gutch-a-ninne-wug, ili "the settled people", a slično i Crow Indijanci A-me-she', ili "people who live in earth houses", i kod Arapaha Wa-nuk'-e-ye'-na "lodges planted together". Njima susjedni Mandan Indijanci zvali su ih Minitari (spelovano i Minnetaree "they crossed the water," naziv koji se uspio očuvati i često se koristi za njih u znanstvenoj literaturi, kao i u povijesnim knjigama. Veoma poznat naziv za njih je i Gros Ventres of the Missouri, ime koje su im dali trgovci, i vjerojatno potječe od prerijskog znakovnog jezika. Arikara naziv Wetitsaán, manje je poznat.

## Bande
Lewis i Clark predvodnici ekspedicije 1804. – 1805. godine, koja nosi ime po njima, zabilježili su među Hidatsama 3 zasebne bande, to su:
Amahami ili Awaxawi čija je najpoznatija lokacija bila na južnoj obali rijeke Nož (Knife River), ova banda bila je svojevremeno nezavisna. Druga banda bila je Awatixa ili Amatiha, također s Knife Rivera i treća, ona po kojoj pleme nosi ime, to su Hidatsa ili Minnetaree, oni što su dobili ime po vrbama koje su rasle na obali rijeke. Kasniji autori koji su posjetili Hidatse na rezervatu, uočili su da se pripadnici ovih bandi još uvijek međusobno dobro razlikuju.

## Povijest
Hidatse prema svome staništu pripadaju prerijskom kulturnom krugu, a po tradiciji u područje Noža došli su s Devil's Lakea. Kada su pristigli na ušće Heart Rivera Hidatse susreću Mandane i od njih se uče agrikulturi, točnije uzgoju kukuruza, prozvanog po Mandanima mandan-corn. U vrijeme Dolaska ekspedicije Lewisa i Clarka Hidatse su već na rijeci Nož ali ih 1837. pogađaju boginje s katastrofalnim posljdicama, pa je cijelo pleme spalo na nešto preživjelih koji su osnovali jedno selo. Godine 1845. preživjeli Hidatse su s Mandanima i Arikarama preseljeni na Fort Berthold gdje žive i danas. Središte plemena je gardić New Town.

## Etnografija
Kultura sva tri plemena je prilično jednoobrazna. Hidatse, Mandani i Arikare vode se kao sjedilačka seoska plemena s Missourija. Lewis H. Morgan Minitarije smatra potomcima graditelja humaka (Mound Builders), te da su oni donesli sa sobom vještinu gajenja kukuruza i podučili u tome Mandane, a ovoj teoriji priključuje se i Claude Lévi-Strauss u svojoj Struklturalnoj Antropologiji II. Njihove zimske nastambe bile su od drvenih konstrukcija dijelom ukopane u zemlju, i grupirane u sela na terasastim područjima (Claude Lévi-Strauss). Obrađivali su zemlju, sadili svoje vrtove, i za vrijeme sazrijevanja žetve bavili se lovom na bizone. –Približavanjem zime Hidatse su premještali svoja sela u zaštićenije šumovite doline. 
Hidatse su imali kompleksnu socijalnu organizaciju i ceremonije kao što je Ples sunca (Sun Dance). James George Frazer navodi vjerovanje da svaki prirodni predmet ima dušu, kojima pripada izvjesno poštovanje. Hidatse su tako vjerovali i u duhove drveća i smatrali da drvo osjeća bol, pa su koristili kada im je zatrebao trupac, isključivo stablo onog drveta koje je samo palo. Ovo su prvenstveno topole, koja su najviša stabla u dolinama Missurija u zemlji Hidatsa.
Hidatse su podijeljeni po klanovima, a u Morganovo vrijeme bilo ih je sedam. Porijeklo se računa po ženskoj liniji, a stupanje u brak je zabranjeno u okviru klana. Položaj poglavice i imovina također se nasljeđuje u okviru klana. Klanovi što ih je zapisao Morgan su:
1. Mit-che-ro'-ka (Nož; Knife) 2. Min ne-pä'-ta (Voda; Water) 3. Bä-ho-hä'-ta (Koliba; Lodge). 4. Seech-ka-be-ruh pä'-ka (Prerijski pijetao; Prairie Chicken). 5. E-tish-sho'-ka (Brđani; Hill People). 6. Ah-nah-ha-na-me-te (Nepoznata životinja; Unknown Animal) i 7. E-ku'-pä-be-ka (Kapa; Bonnet).

## Populacija
Prema Mooneyu (1928) Hidatse i Awaxawi brojali su 1780 2,100 duša, a Lewis & Clark procjenju broj njihovih ratnika na 600, ili populacijom 2,100. Mooneyeva procjena je očito prepisana od Lewis i Clarkove ekspedicije. NAHDB procjenjuje da je njih i Crowa (treba napomenuti da su se Vrane pod vodstvom No Vitalsa, odvojili najkasnije do 1500 od Hidatsa; prema jezikoslovcima već do 1000. godine) zajedno brojali 6,500 duša. Broj im je 1780 morao biti dosta viši od 2000, ali nakon epidemija iz 1837. broj im spada na nekoliko stotina, odnosno 500 (1900.). Indijanski Ured (Indian Office) 1937. popisuje 731 Hidatsu, i broj im u novije vrijeme polako raste; 1,000 (1989.; prema BIA-ji); 1,100 (NAHDB, 2000.).

## Vanjske poveznice
- Hidatsa  Arhivirana inačica izvorne stranice od 31. kolovoza 2006. (Wayback Machine)
- Hidatsa Indians  Arhivirana inačica izvorne stranice od 10. listopada 2014. (Wayback Machine)
- Hidatsa Indian Tribe History
- Hidatsa Mandan Arikara Earth Lodges